# Hermann Niethammer (Landrat)
Paul Hermann Niethammer (* 24. März 1874 in Backnang; † 28. Januar 1953 in Lorch) war ein württembergischer Oberamtmann und Landrat.

## Leben und Werk
Der Sohn eines Dekans studierte in Tübingen. Er war dort Mitglied der Studentenverbindung Luginsland. 1897 und 1899 legte er die höheren Verwaltungsdienstprüfungen ab. Er begann seine berufliche Laufbahn 1899 in der württembergischen Innenverwaltung, als Polizeikommissär beim Stadtpolizeiamt Stuttgart und als Amtmann in Gmünd und Nagold. 1909 ging er als Kollegialhilfsarbeiter zur Regierung des Schwarzwaldkreises in Reutlingen, dort wurde er 1913 planmäßiger Assessor mit dem Titel Oberamtmann. Zwischen 1914 und 1917 leistete Hermann Niethammer Kriegsdienst. 1917 wurde er zum Vertreter des Innenministers in die Landeskohlenstelle des Kriegsministeriums berufen. Von 1918 bis 1926 leitete er als Oberamtmann das Oberamt Aalen und von 1926 bis 1938 das Amtsoberamt Stuttgart, ab 1928 mit der Amtsbezeichnung Landrat. 1938 wurde er wegen Auflösung des Oberamts in den Wartestand versetzt, mit Wirkung vom 31. März 1939 ging er in den Ruhestand.